# West Marden
West Marden – osada w Anglii, w hrabstwie West Sussex, w dystrykcie Chichester. Leży 13 km na północny zachód od miasta Chichester i 85 km na południowy zachód od Londynu.